# Ванькино (Ядринський район)
Ва́нькіно (рос. Ванькино, чув. Ванькушкăнь) — присілок у Чувашії Російської Федерації, у складі Старотіньгеського сільського поселення Ядринського району.
Населення — 90 осіб (2010; 103 в 2002, 146 в 1979, 196 в 1939, 197 в 1926, 154 в 1897, 104 в 1858).

## Історія
Засновано 19 століття як околоток села Успенське (Совєтське). До 1866 року селяни мали статус державних, займались землеробством, тваринництвом. На початку 20 століття діяв вітряк. 1929 року утворено колгосп «імені Сталіна». До 1927 року присілок входив до складу Шуматовської волості Ядринського повіту, з переходом на райони 1927 року — спочатку у складі Ядринського, у період 1939–1956 років — у складі Совєтського, після чого повернуто назад до складу Ядринського району.